# Finlândia nos Jogos Olímpicos de Inverno de 1924
A Finlândia mandou 17 competidores que disputaram seis modalidades nos Jogos Olímpicos de Inverno de 1924, em Chamonix, na França. A delegação conquistou 11 medalhas no total, sendo quatro de ouro, quatro de prata, e três de bronze.